# Euonymus euscaphis
Euonymus euscaphis är en benvedsväxtart som beskrevs av Hand.-mazz. Euonymus euscaphis ingår i släktet Euonymus och familjen Celastraceae. Inga underarter finns listade.